# Sunnmøre

Sunnmøre al comtat de Møre og Romsdal.

Sunnmøre (en català: Møre del sud) és el districte tradicional més meridional del comtat noruec de Møre og Romsdal. La ciutat principal és Ålesund. La regió engloba els municipis (en noruec: kommunar) de Giske, Hareid, Herøy, Norddal, Sande, Skodje, Haram, Stordal, Stranda, Sula, Sykkylven, Ulstein, Vanylven, Volda, Ørskog, Ørsta i Ålesund.
Aquest districte és el més poblat de tot el comtat, amb 130,601 dels 247,313 residents (el 53% de la població). El districte es compon de la part continental i de diverses gran illes com ara Gurskøy o Hareidlandet, a més de moltes illes petites. A l'edat mitjana, en temps dels vikings, era un regne independent.
Tots els municipis de Sunnmøre han adoptat el nynorsk com a llengua oficial, amb l'excepció del municipi d'Ålesund, que va declarar que la seva llengua oficial era "neutral", encara que gairebé tot el sistema educatiu d'aquest municipi és en Bokmål.